# Cefditoren
Cefditorenul (utilizat sub formă de cefditoren pivoxil) este un antibiotic din clasa cefalosporinelor de generația a treia, utilizat în tratamentul unor infecții bacteriene. Printre acestea se numără: bronșită, amigdalită, pneumonii și infecții cutanate. Calea de administrare disponibilă este cea orală.
Molecula a fost patentată în anul 1984 și a fost aprobată pentru uz medical în anul 1994.